# Crypto-Arméniens
Les crypto-Arméniens, également appelés Arméniens cachés (en turc : Kripto Ermeniler ou Gizli Ermeniler, en arménien : ծպտեալ հայեր), sont des citoyens turcs partiellement ou totalement d’origine arménienne. Ils sont descendants des Arméniens ottomans et cachent ou ont caché leurs origines arméniennes. Survivants du génocide arménien, certains ont été islamisés (turquifiés ou kurdifiés).
Le journaliste turc Erhan Başyurt a rédigé un article dans lequel il désigne les crypto-Arméniens comme des familles voire des villages entiers qui se sont convertis à l’Islam (dont certains à l’alévisme) dans le but d’échapper au génocide arménien. En tant qu’Arméniens, ils se sont très souvent mariés entre eux, dans certains cas ils sont revenus clandestinement au christianisme. La Commission européenne déclare dans un rapport en 2012 sur la Turquie que de plus en plus de crypto-Arméniens se réclament comme tels en retournant au christianisme et en adoptant des prénoms arméniens. Le magazine The Economist a affirmé que le nombre de Turcs se réclamant crypto-Arméniens est en augmentation.